# Evereo
Evereo (in greco antico: Εὐήρης?, Euḕrēs) è un personaggio della mitologia greca. Fu un nobile di Tebe.

## Genealogia
Evereo era figlio di Udeo e sposò la ninfa Cariclo, divenendo padre dell'indovino Tiresia.

## Mitologia
Era uno degli Sparti, i cinque mitici fondatori di Tebe, compagni d'armi creati da  Cadmo con l'aiuto degli dèi.
Suo figlio gli diede la nipote Manto, anche lei indovina.